# Бенасси, Марко
Ма́рко Бена́сси (итал. Marco Benassi; 8 сентября 1994, Модена) — итальянский футболист, полузащитник клуба «Фиорентина». Выступает за «Кремонезе» на правах аренды.

## Карьера
Марко —- воспитанник команды «Модена». В 2011 году «Интернационале» выкупил часть прав на молодого игрока. В составе молодёжных команд миланского клуба он выигрывал Примаверу, турнир Беретты, Trofeo TIM и NextGen Series. В 2012 году Марко был заявлен «Интернационале» на Лигу Европы 2012/13. В октябре 2012 года Марко заключил с клубом новый пятилетний контракт. 22 ноября он дебютировал за «Интернационале» в матче Лиги Европы 2012/13 с казанским «Рубином». В Серии А Марко дебютировал 12 января 2013 года в матче против «Пескары».

#### Аренда в Ливорно
9 июля 2013 года был отдан в аренду в Ливорно, где дебютировал в Кубке Италии в матче против Сиены, который закончился победой 1-0. Свой первый гол в Серии А Бенасси забил 26 января 2014 года в домашнем матче против Сассуоло.

#### Торино
1 июля 2014 года было официально объявлено о его переходе в Торино. Дебют Бенасси состоялся выходом на замену в матче третьего раунда Лиги Европы УЕФА сезона 2014/2015 против шведской команды Броммапойкарна, который завершился победой Торино 3-0. 18 января 2015 года Бенасси забил свой первый гол за Торино в ворота Чезены.

#### Фиорентина
9 августа 2017 года было объявлено о подписании пятилетнего контракта с Фиорентиной.

## Карьера в сборной
Марко выступал за сборные Италии до 18, 19 и 21 лет.

## Статистика
| Клуб             | Сезон            | Лига             | Чемпионат | Чемпионат | Кубок | Кубок | Еврокубки | Еврокубки | Всего за сезон | Всего за сезон |
| Клуб             | Сезон            | Лига             | Игры      | Голы      | Игры  | Голы  | Игры      | Голы      | Игры           | Голы           |
| ---------------- | ---------------- | ---------------- | --------- | --------- | ----- | ----- | --------- | --------- | -------------- | -------------- |
| Интернационале   | 2012/13          | Серия А          | 6         | 0         | 3     | 0     | 4         | 1         | 13             | 1              |
| Ливорно (аренда) | 2013/14          | Серия А          | 20        | 3         | 1     | 0     | —         | —         | 21             | 2              |
| Торино           | 2014/15          | Серия А          | 25        | 3         | 0     | 0     | 11        | 0         | 36             | 3              |
| Торино           | 2015/16          | Серия А          | 32        | 3         | 1     | 1     | —         | —         | 33             | 4              |
| Торино           | 2016/17          | Серия А          | 18        | 5         | 1     | 0     | —         | —         | 19             | 5              |
| Всего за карьеру | Всего за карьеру | Всего за карьеру | 101       | 13        | 6     | 1     | 15        | 1         | 122            | 15             |